# رابرت لوا
رابرت لوا (انگلیسی: Robert Loua؛ زادهٔ ۱ ژانویهٔ ۱۹۶۹) دونده سرعت اهل گینه بود.